# Snow White and the Huntsman
Snow White and the Huntsman är en amerikansk action-fantasyfilm från 2012 i regi av Rupert Sanders. Producenten Joe Roth har sagt att en eventuell trilogi planeras och att denna är den första i serien. Filmen är baserad på originalberättelsen om Snövit av Bröderna Grimm, men ska, enligt medierna, vara i samma genre som Sagan om ringen-filmerna.

## Handling
Drottning Eleanor (Liberty Ross) av Tabor föder en prinsessa som får namnet Snövit (Raffey Cassidy). Men när prinsessan är i mycket ung ålder dör modern och kungen, Magnus (Noah Hutley), går in i en depression. Ungefär samtidigt går han och hans armé in i ett krig mot en svart armé, och lyckas i samband med en seger rädda en tillfångatagen kvinna vid namn Ravenna (Charlize Theron). Kung Magnus fångas av hennes skönhet, tar med henne hem till slottet och gifter sig med henne, men på bröllopsnatten dödar Ravenna honom och öppnar stora porten, och den svarta armén invaderar slottet. Snövit sätts uppe i tornet som fånge. Flera år senare upptäcker drottningen en dag när hon frågar sin spegel (Christopher Obi Ogugua) vem som är vackrast av dem alla att Snövit (Kristen Stewart) har stigit över henne i skönhet. Avundsjukan får övertaget om henne, eftersom Snövit vid det laget anses som rikets framtida härskare. Spegeln ber henne att ge honom Snövits hjärta, varvid han ska ge drottningen evigt liv så att hon kan ta över världen. Drottningen beordrar dödandet av Snövit, men Snövit lyckas rymma in i Den mörka skogen. Drottningen skickar jägaren Eric (Chris Hemsworth) efter henne, men i stället för att skära ut Snövits hjärta går han över på hennes sida. Han börjar lära upp Snövit i strid och överlevnad, och tillsammans med dvärgarna Beith (Ian McShane), Muir (Bob Hoskins), Coll (Toby Jones), Quert (Johnny Harris), Nion (Nick Frost), Duir (Eddie Marsan), Gort (Ray Winstone), Gus (Brian Gleeson) och William (Sam Claflin), som har starka känslor för Snövit, påbörjar de upproret med målet att en gång för alla döda den onda drottningen. Men drottningen ger sig inte utan strid.

## Rollista
- Kristen Stewart - Snövit[3][4]
- Charlize Theron - Drottning Ravenna
- Chris Hemsworth - Jägaren Eric
- Sam Claflin - William, Snövits barndomsvän
- Lily Cole - Greta, en ung kvinna som blir Snövits vän
- Sam Spruell - Finn, drottning Ravennas bror
- Vincent Regan - Hertig Hammond, prins Williams far
- Noah Hutley - Kung Magnus, Snövits far
- Liberty Ross - Drottning Eleanor, Snövits mor
- Christopher Obi Ogugua - Spegeln (röst)
- Raffey Cassidy - Unga Snövit

Dvärgarna:
- Ian McShane - Beith, dvärgarnas ledare
- Bob Hoskins - Muir
- Toby Jones - Coll
- Johnny Harris - Quert
- Nick Frost - Nion
- Eddie Marsan - Duir
- Ray Winstone - Gort
- Brian Gleeson - Gus

## Om filmen

### Dvärgarna
Filmen innehåller, till skillnad från andra tolkningar av originalberättelsen, åtta dvärgar. Sex av dessa är, mer eller mindre, troligtvis döpta efter inskriptionerna i det kymriska alfabetet Ogham. Från början var det tänkt att dvärgarna skulle ha namn efter ett antal romerska kejsare till exempel Caesar (Beith), Claudius (Coll) och Tiberius (Nion) m.f. Från början var det tänkt att Eddie Izzard skulle spela den sjunde dvärgen Nion, men av okänd anledning fick han avstå, och ersättaren blev den brittiska skådespelaren Nick Frost.

### Rollval
Runt årsskiftet 2010/2011 kom de första rollförhandlingarna till medias bekännelse. Innan Kristen Stewart fick rollen som Snövit hade bl.a. Riley Keough, Felicity Jones, Emily Browning, och även svenska Alicia Vikander provspelat för rollen. . I de första artiklarna sågs Viggo Mortensen som huvudval i rollen som jägaren, och förhandlingarna kom igång, fast Mortensen tackade slutligen nej. Universal försökte sig på både Johnny Depp och Tom Hardy att ta rollen, men fick avböjanden . Näste man som erbjöds rollen var Hugh Jackman, då hans nästa film Wolverine hade försenats av att regissören hoppat av, men även han avböjde. Slutligen kom ett ja från australiensaren Chris Hemsworth
. Det var även diskuterat om skådespelaren Winona Ryder skulle spela den onda drottningen, men ganska snart gick rollen till Charlize Theron.

### Inspelning
Filmen spelades in i Storbritannien. Under inspelningen spelade gruppen Florence and the Machine in sången "Breath of life", som mer eller mindre var baserad på Therons roll som drottningen.
I juli 2012 blev det även känt att Stewart under inspelningen av filmen skulle ha haft ett förhållande med regissören Rupert Sanders. Stewart erkände detta och bad offentligt sin pojkvän Robert Pattinson om ursäkt: Denna tillfälliga indiskretion har äventyrat det viktigaste i mitt liv, personen jag älskar och respekterar mest, Rob. Jag älskar honom, jag älskar honom, jag är så ledsen.

### Uppföljare
Planer på en uppföljare uppkom snabbt och Universal började arbeta på den redan innan biopubliken fått en chans att se den första filmen. Intäkterna har blivit stora nog för att man ska garantera åtminstone en uppföljare. Stewart har gått ut i pressen att hon inte tänker återvända som Snövit i en uppföljare om Sanders är regissör.
Men i augusti samma år rapporterades det att Stewart, trots att både hon och Hemsworth har skrivit på för tre filmer, inte kommer att medverka i en uppföljare då Universal sagt nej till henne efter skandalen med förhållandet till regissören.